# Hire Hesarur, Lingsugur
Hire Hesarur là một làng thuộc tehsil Lingsugur, huyện Raichur, bang Karnataka, Ấn Độ.